# Suadyekara
Suadyekara, o Seuadykara, fue el primer faraón de la dinastía XIII de Egipto, que gobernó 1747-1746 a. C.
Sólo se conoce porque su nombre, Suadyekara, está escrito en un fragmento del Canon Real de Turín, en el registro VI,13, indicando que reinó un año y seis u once días, según la transcripción, cinco años según Kim Ryholt.

## Titulatura
| Titulatura | Jeroglífico | Transliteración (transcripción) - traducción - (referencias) |

| N5 | S29 | M13 | D28 | Z1 |

| N5 | S29 | M13 | D28 | Z1 |

| N5 | S29 | M13 | D28 | Z1 |

| N5 | S29 | M13 | D28 | Z1 |

| N5 | S29 | M13 | D28 | Z1 |

| N5 | S29 | M13 | D28 | Z1 |

| N5 | S29 | M13 | D28 | Z1 |

| N5 | S29 | M13 | D28 | Z1 |

| N5 | S29 | M13 | D28 | Z1 |

| N5 | S29 | M13 | D28 | Z1 |

| N5 | S29 | M13 | D28 | Z1 |

| N5 | S29 | M13 | D28 | Z1 |

| N5 | S29 | M13 | D28 | Z1 |

| N5 | S29 | M13 | D28 | Z1 |

| N5 | S29 | M13 | D28 | Z1 |

| N5 | S29 | M13 | D28 | Z1 |